# Gabriele Tinti (poeta)
Gabriele Tinti (Jesi, 18 dicembre 1979) è un poeta, scrittore e critico d'arte italiano.

## Biografia
Nato e cresciuto a Jesi da genitori originari di Barbara (entrambi in provincia di Ancona).
La sua opera è concentrata sul tema della morte e della sofferenza ed è per lo più composta nella forma di una poesia ecfrastica ed epigrammatica. L'umanità cantata nelle sue poesie è quella drammatica degli antichi eroi, dei pugili, dei suicidi e dei disabili. Fonte di ispirazione sono i lirici greci Archiloco e Teocrito, i romantici 
Percy Bysshe Shelley e John Keats e i poeti russi Sergej Esenin e Aleksandr Aleksandrovič Blok.
Il suo lavoro è spesso ispirato dalle opere d’arte ed è stato oggetto di letture e performance di fronte alle stesse.
Nel 2011 Michael Imperioli ha letto il suo prosopoema ispirato al pugile Arturo Gatti al Queens Museum of Art.
Il 2014 segna l’anno della prima collaborazione con Franco Nero che leggerà più volte i testi di Tinti ispirati alle collezioni del Museo Nazionale Romano e dei Musei Capitolini.
Nel 2015 Robert Davi legge la poesia di Tinti “Il Pugile” al Getty Museum di Los Angeles per poi ripetersi negli anni successivi al Getty Museum, al Los Angeles County Museum of Art e in una serie di video per l’Enciclopedia Treccani.
Nel 2016 l’attore Joe Mantegna realizza una lettura al Los Angeles County Museum of Art di alcune poesie ispirate alle figura di Ercole
.
Lo stesso anno segna la collaborazione con Andres Serrano per il libro sul suicidio "Last Words" edito da Skira. A Radio Radicale Tinti ha spiegato il disegno concettuale che presiede il volume: "Manca il compiacimento, la leggerezza del puro gioco letterario. Qui il disegno di regia è crudo, esistenziale, emotivo, drammatico: restituire il lirismo degli istanti ultimi". In una intervista a WUZ (rivista) ha ulteriormente commentato: "Queste ultime parole sono pronunciate, scritte, da persone comuni, non da attori, non da scrittori, non da personaggi dello spettacolo. Non c'è in coloro che le hanno scritte una ricerca della composizione, sul linguaggio, ma c'è il desiderio di comunicare ancora. Questo desiderio si raggruma in un'intensità fuori dall'ordinario proprio perché muove da una solitudine senza scampo".
Nel 2017 collabora più volte con Alessandro Haber che legge le sue poesie al Museo archeologico nazionale di Napoli, ai Musei Capitolini e al Museo dell’Ara Pacis
Dal 2016 al 2018 Tinti compone ispirandosi alle opere di Giorgio de Chirico con soggetti mitologici. I suoi testi sono stati letti al Metropolitan Museum of Art e alla Peggy Guggenheim Collection dall’attore Burt Young, al Museum of Modern Art di New York dall’attore Vincent Piazza e al Museo del Novecento di Milano da Alessandro Haber.
Nel 2018 e nel 2019 ha esteso la sua opera poetica ispirata alle opere d’arte anche alla pittura rinascimentale con una lettura alla Pinacoteca di Brera collaborando ancora con Alessandro Haber.
Nel 2019 ha portato avanti una serie di letture ai Musei Capitolini, al Museo Nazionale Romano, al J. Paul Getty Museum e al LACMA

 di Los Angeles collaborando con Marton Csokas, Robert Davi e Jamie McShane.
Nel febbraio 2020 torna al British Museum per una lettura ispirata agli eroi di Troia in occasione della mostra Troy Myth and reality.
In occasione della Giornata Mondiale della Poesia, il 21 marzo 2020 il Museo Nazionale Romano ha presentato la prima audio guida poetica museale al mondo con testi di Tinti e letture di Marton Csokas, Alessandro Haber, Franco Nero e Kevin Spacey
.
Durante la pandemia di Coronavirus ha lanciato una serie di eventi virtuali con il Museo Nazionale Romano e i Musei Capitolini collaborando con gli artisti Abel Ferrara, Malcolm McDowell
, Robert Davi e Marton Csokas.
Nel 2020 è uscita la sua raccolta di poesie in collaborazione con l’artista Roger Ballen per i tipi di Powerhouse Books (New York). Lo stesso anno attiva la collaborazione con il Parco Archeologico del Colosseo che commissiona lui una serie di testi ad evocazione della statuaria un tempo presente nel Foro Romano, nel Colosseo e nella Domus Aurea. Le sue poesie sono lette da Alessandro Haber, Michele Placido Robert Davi, Stephen Fry, James Cosmo.
Il 2021 segna il ritorno alla collaborazione con Abel Ferrara che legge le poesie di Tinti ispirate al Cristo alla colonna di Donato Bramante conservato alla Pinacoteca di Brera per poi ripetersi a Napoli di fronte al Cristo velato, a Brera  e, nel 2022, alle Terme di Caracalla, alle Gallerie nazionali d'arte antica di Palazzo Corsini , agli Scavi archeologici di Pompei , alla Ca' d’Oro e al Musée Jacquemart-André di Parigi.
Abel Ferrara fa inoltre leggere un estratto della poesia di Tinti ispirata al 'Cristo alla Colonna' ad Ethan Hawke nel film Zeros and Ones del 2021 . Lo stesso anno il progetto “Rovine” è raccolto in un libro da  Eris Pres (Londra) e da Gruppo 24Ore, Libri Scheiwiller (Milano). 
Una raccolta di suoi epigrammi viene pubblicata nel 2022 da La nave di Teseo (Milano) con il titolo "Sanguinamenti". Alcune poesie del volume vengono lette da Willem Dafoe al Museo Nazionale Romano  
mentre una di queste viene scelta come 'poesia della settimana' dal The Guardian.
Nel 2024 Willem Dafoe legge i versi di Tinti al Pantheon. Lo stesso anno viene nominato 'poeta residente' del Museo Nazionale Romano

## Controversie
Nel 2019 collabora con il due volte Premio Oscar Kevin Spacey. 
Dopo aver pubblicato il video Let me be Frank che ha attratto milioni di visualizzazioni, Spacey ha letto le poesie di Tinti ispirate al Pugile in riposo, capolavoro della statuaria antica conservato al Museo Nazionale Romano di Palazzo Massimo.
La lettura ha rappresentato il ritorno in scena dell’attore ed è stata riportata dalla stampa di tutto il mondo. Il critico e giornalista Gino Castaldo ha definito Tinti come il poeta che fa “parlare le statue” in un suo articolo su la Repubblica. Definizione ripresa, tra gli altri, da Le Figaro e da El País.
In merito alla collaborazione con Spacey in una intervista al Washington Post ha dichiarato: “Ho sempre parteggiato per i capri espiatori (…) Credo il Movimento MeToo stia diventando una violenta caccia alle streghe. Spacey, come altri, ha diritto alla presunzione di innocenza e non posso in alcun modo sostenere l'allontanamento e l'annichilimento preventivo di un uomo, una donna o di un'opera”.
Alla riapertura del Museo Nazionale Romano dopo la chiusura in seguito al COVID-19 nel giugno 2020, Tinti ha collaborato con Abel Ferrara che ha letto i suoi drammatici testi ispirati al Galata suicida in un momento storico in cui le statue di tutto il mondo vengono vilipese e abbattute. A Rolling Stone Ferrara ha dichiarato: “non ha senso demolirle, perché non aveva senso costruirle”..
Tinti ha commentato su La Repubblica: "In un'epoca in cui le statue vengono offese, oggi abbiamo dimostrato che hanno una voce alla quale rispondere o incarnare non con la violenza ma con la poesia".

## Opere

### Libri
- The way of the cross, Umberto Allemandi & C., Torino – Venezia – New York – Londra, 2011, ISBN 9788842220923
- All over, Mimesis Edizioni, Milano, 2013 ISBN 9788857519357, con un omaggio a Mario Luzi
- Ring the means of illusion, Revolver Publishing, Berlino, 2014 ISBN 9783868952360
- Last words, con immagini di Andres Serrano, Skira, Milano, New York, 2016 ISBN 9788857224244
- The earth will come to laugh and to feast, Powerhouse Books, Penguin Random House, New York, 2020 ISBN 978-1576879481
- Rovine, Libri Scheiwiller, Milano, 2021 ISBN 978-8876446856
- Sanguinamenti Incipit Tragoedia, La nave di Teseo, Milano, 2022 ISBN 978-8834610251

### Video
- 2015 Il pugile – Parte I, Getty Museum, con Robert Davi
- 2015 Il pugile – Parte II, Getty Museum, con Robert Davi
- 2016 Hercules, Los Angeles County Museum of Art, con Joe Mantegna
- 2016 La nostalgia del poeta, Rai Cultura, con Alessandro Haber
- 2016 Idols, masks, Gliptoteca, con Hans Kremer
- 2017 Il poeta, Rai Cultura, con Alessandro Haber
- 2017 Rovine, Rai Scuola, con Alessandro Haber
- 2018 Apollo, Rai Cultura, con Alessandro Haber
- 2018 Il pugile, Rai Cultura, con Alessandro Haber
- 2019 Il Cantore, Rai Cultura, con Alessandro Haber
- 2019 Doryphorus, Enciclopedia Treccani, con Robert Davi
- 2019 Apollo, Enciclopedia Treccani, con Robert Davi
- 2019 Ercole, Enciclopedia Treccani, con Robert Davi
- 2019 Esiodo Enciclopedia Treccani, con Robert Davi
- 2019 Ermes, Enciclopedia Treccani, Los Angeles County Museum of Art, con Robert Davi
- 2019 Tirannicidi, Enciclopedia Treccani, con Robert Davi
- 2019 La Battaglia di Alessandro, Enciclopedia Treccani, con Robert Davi
- 2019 Corridori, Enciclopedia Treccani, con Robert Davi
- 2019 Il Pugile, Museo Nazionale Romano, con Kevin Spacey
- 2019 Icaro, Enciclopedia Treccani, con Marton Csokas
- 2019 Polimia, Enciclopedia Treccani, con Marton Csokas
- 2019 Anacreonte, Enciclopedia Treccani, con Marton Csokas
- 2019 Teseo, Enciclopedia Treccani, con Marton Csokas
- 2019 I Bronzi di Riace, Enciclopedia Treccani, con Robert Davi
- 2020 Il pugile, MIBACT, con Franco Nero
- 2020 Canti di pietra, MIBACT, con Franco Nero
- 2021 Bleedings, Rai Cultura, con Abel Ferrara
- 2022 Prometeo, Rai Cultura, con Abel Ferrara
- 2022 Cristo deriso, Rai Cultura, con Abel Ferrara
- 2022 Icaro, Rai Cultura, con Abel Ferrara

## Premi
Nel 2018 il suo progetto di poesia ecfrastica è stato insignito del Premio Montale Fuori di Casa con una cerimonia al Museo Nazionale Romano di Palazzo Altemps.